# Museo archeologico La Civitella
Il museo archeologico "La Civitella" è sito nel parco archeologico de "La Civitella" a Chieti su progetto dell'architetto Ettore De Lellis, già progettista del Museo Paludi di Celano. Con il sovrastante anfiteatro romano, la struttura museale odierna, che in parte è sita in piani sotterranei, è parte integrante di un complesso con giardini, zone pedonali, un auditorium, un laboratorio archeologico, ambienti per attività ludiche e didattiche ed un ambiente per mostre temporanee.
Dal dicembre 2014 il Ministero per i beni e le attività culturali lo gestisce tramite il Polo museale dell'Abruzzo, nel dicembre 2019 divenuto Direzione regionale Musei.
Da luglio 2023 i Musei Archeologici Nazionali Parco Archeologico di Chieti - Direzione Regionale Musei Nazionali Abruzzo ottengono lo status di rilevante interesse nazionale e l'autonomia, con livello dirigenziale non generale (D.L.n.44/2023 DPCM 27/07/2023).

## Storia

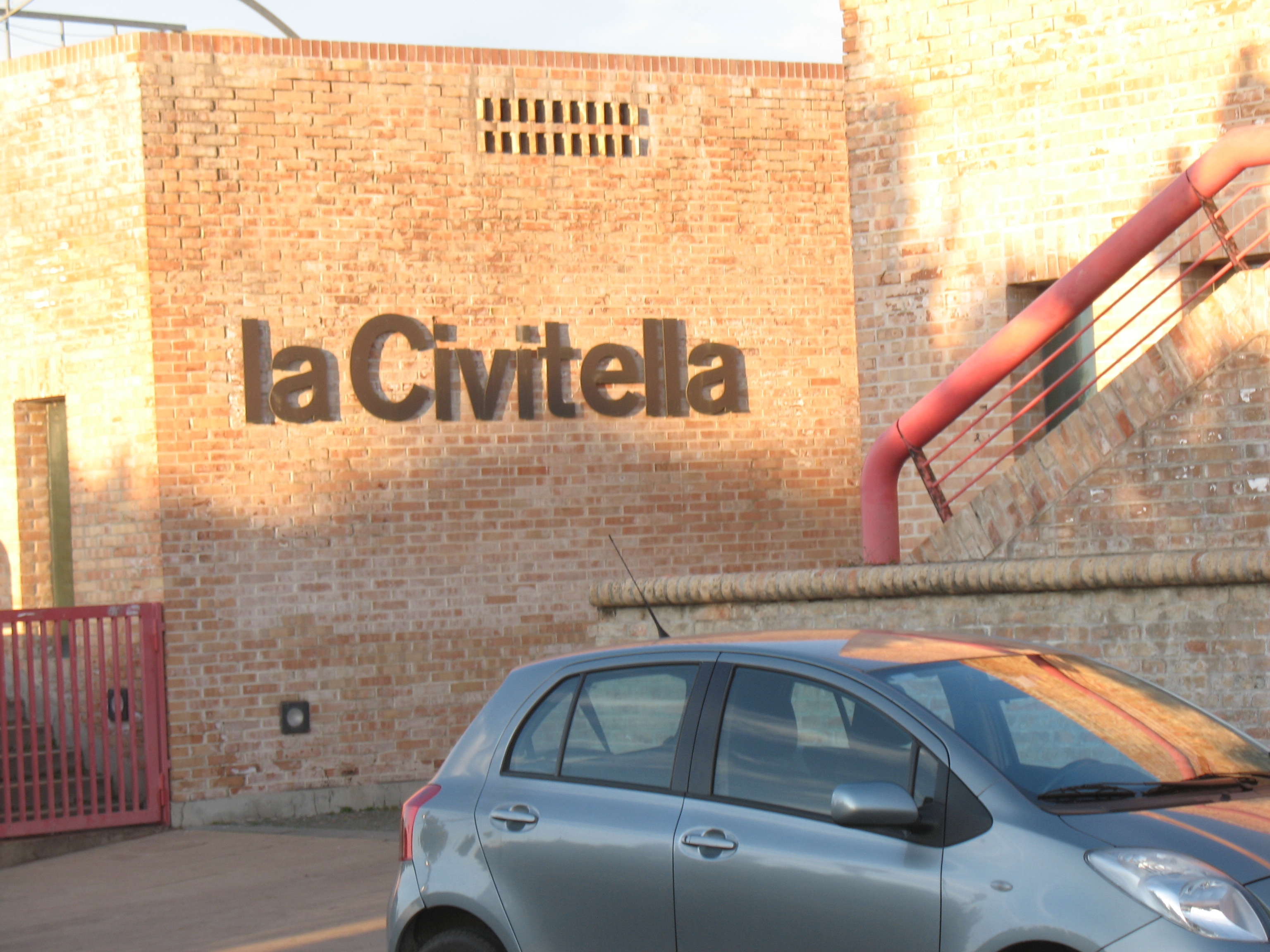
ingresso al museo da via G. Pianell

La prima collezione di materiale archeologico, dopo gli scavi effettuati a Chieti, fu voluta dal soprintendente Vincenzo Zecca, che si adoperò per allestire una mostra della sua collezione presso il palazzo comunale. Tra queste opere c'era anche il sepolcro del liberto Lusius Storax, rinvenuto nel rione Santa Maria Calvona. Tuttavia dopo pochi anni, il museo chiuse per mancanza di fondi.
Il progetto del Museo nasce nuovamente nel 1938, quando si costituì l'Antiquarium Teatinum presso l'ex chiesa di San Paolo dei templi romani, che constava in una buona raccolta di reperti archeologici rinvenuti a Chieti. La collezione poi confluì nel Museo Archeologico Nazionale di villa Frigerj. Nel 1982 durante dei lavori di costruzione del nuovo acquedotto, si scoperse sotto lo stadio comunale "Civitella" l'anfiteatro romano, pertanto lo stadio nuovo venne costruito a Chieti Scalo, lo Stadio Angelini, e iniziarono i lavori di scavo dell'anfiteatro, terminati nei primi anni 2000. Venne inoltre realizzata la prima struttura del Museo archeologico "La Civitella", anche se l'allestimento attuale è frutto di interventi avvicendatisi tra il 2008 e il 2014. Il museo inserito nel complesso archeologico che gravita intorno all'anfiteatro romano, costituisce un'area qualificata in cui esporre la storia del sito della città di Teate fondata dai Marrucini e conquistata poi dai Romani, da cui sorse nel IX secolo la Chieti odierna.
A differenza del vicino Museo Archeologico Nazionale d'Abruzzo di Villa Frigerj, che contiene i maggiori pezzi d'archeologica della regione, questo si concentra solo sulla storia di Chieti, propone diverse possibilità di approccio, che possono essere sviluppate in un'unica visita o in più occasioni: "L'inizio della storia urbana - Da Roma a ieri - La terra dei Marrucini". La sezione "Il primo Museo archeologico" illustra la storia dell'archeologia teatina, attraverso la ricostruzione di uno dei più vecchi allestimenti che costituirono il museo; l'architettura del museo tende ad essere discreta all'esterno, integrandosi con i monumenti della sommità della Civitella, dominata dall'anfiteatro e dalla chiesa di Santa Maria; l'interno è caratterizzato da grande spaziosità e tende ad evidenziare i vari ambiti della città antica - necropoli, anfiteatro, vita quotidiana - attraverso ricostruzioni in scala reale (frontoni) e l'esposizione di tipo evocativo, utilizzando materiali tipici delle tecniche costruttive antiche.
Nel 2021 il museo chiude temporaneamente per mancanza di personale

## Le sezioni

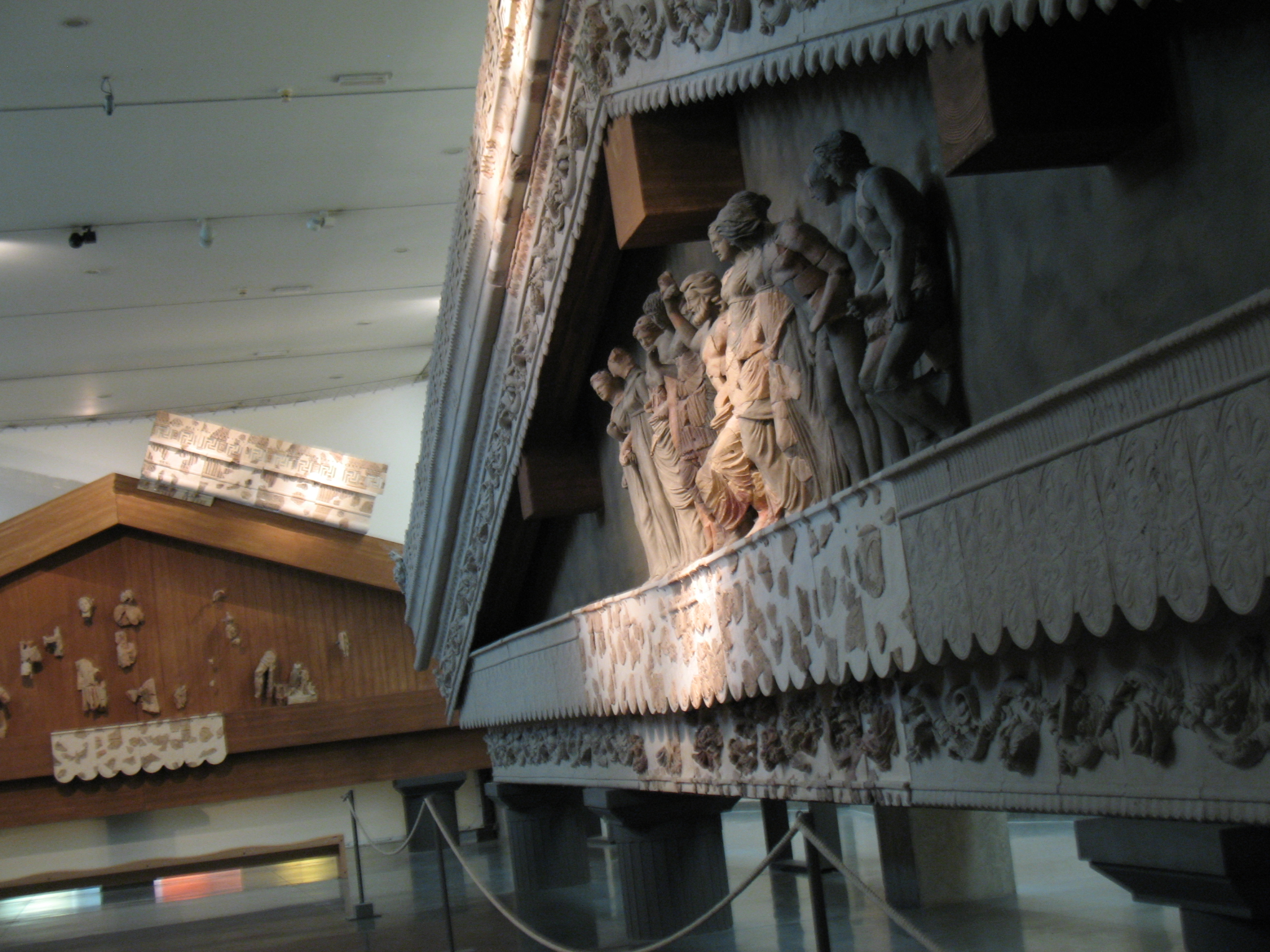
Frontoni parzialmente ricostruiti

L'esposizione permanente è così strutturata:
1. L'inizio della storia urbana. In questa sezione vi sono i ruderi di età repubblicana (III-II secolo a.C.) tra cui dei frontoni in terracotta riferibili ad un tempio del II secolo a.C.

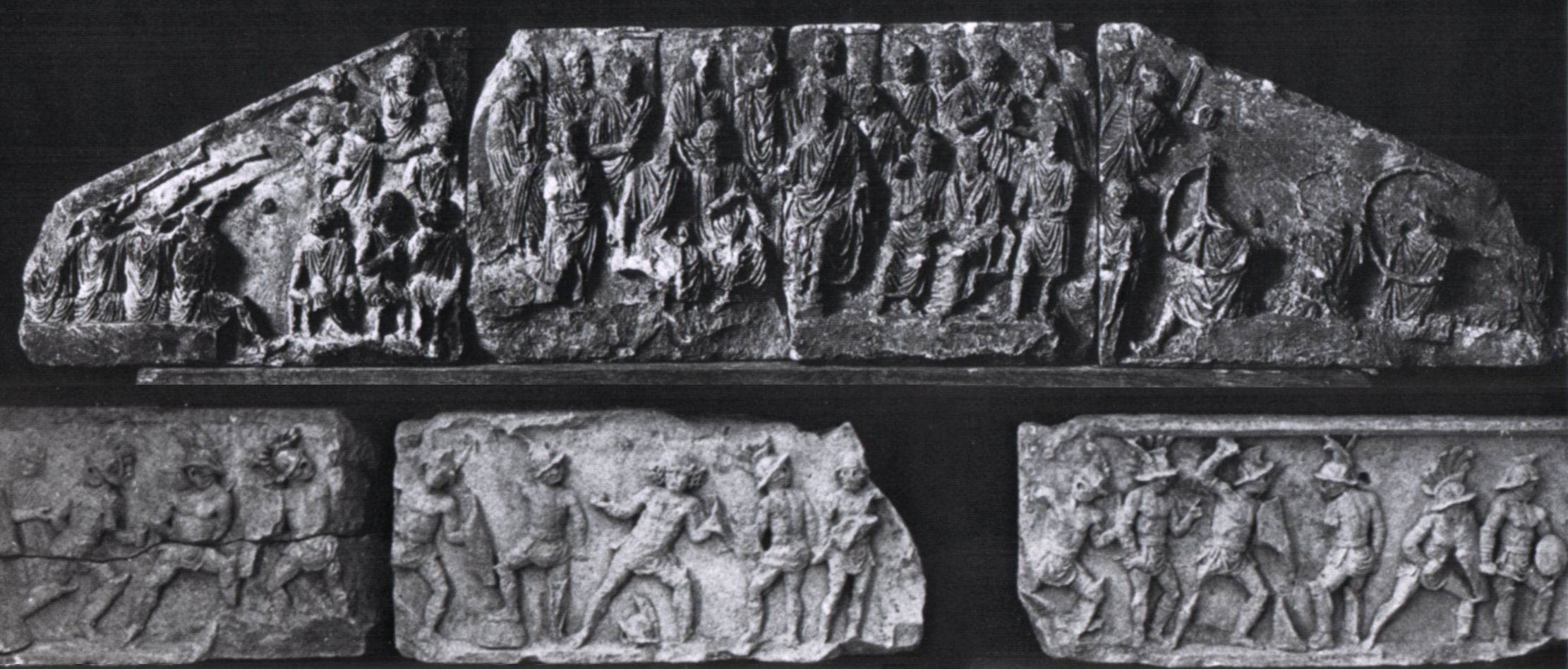
Rilievi del Monumento funerario di Lusius Storax

Lungo il corridoio che conduce alla Sala dei Templi, è visibile una sequenza di antefisse dell'Artemide Persiana e di Ercole seduto su roccia. All'interno del percorso sono stati ricomposti tre splendidi frontoni in terracotta policroma del complesso templare che sorgeva sull'acropoli della Civitella, più uno del gruppo dei Tempietti del nuovo Foro Romano (Piazza Tempietti). Del primo frontone relativo al Capitolium dell'antica Teate è stato possibile ricostruire 11 personaggi, al centro la Triade Capitolina a destra Mercurio che guida le Ninfe, a sinistra Marte armato e poi Apollo nudo. Il secondo frontone mostra al centro un uomo, identificabile come Giove, ai lati i Dioscuri accompagnati da Venere e la sorella Elena. Nel terzo frontone sono collocati al centro APollo affiancato dalle Muse, negli angoli Bacco ed Ercole seduti.
1. Da Roma a ieri. Questa sezione è suddivisa secondo le seguenti tematiche: il Foro, il Teatro, l'Anfiteatro, le Terme, e le Necropoli.

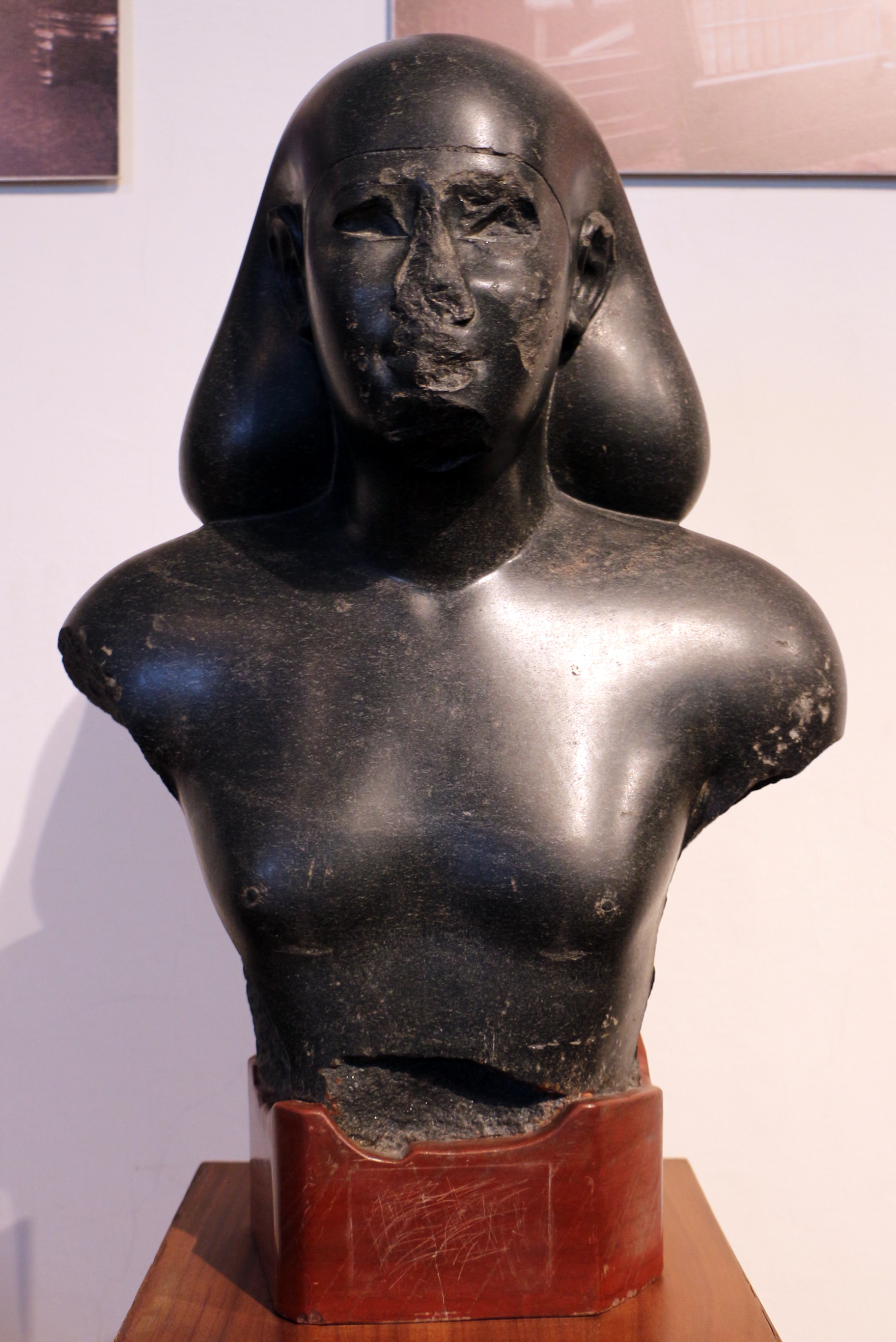
Copia del busto egizio di Harsiesi, rinvenuto a Chieti, conservato alla Civitella

I materiali che documentano la città romana e il suo sviluppo illustrano il percorso, organizzato per aree monumentali,, il Foro, il Teatro, l'Anfiteatro, le Terme e la Necropoli di Teate. Molti manufatti ricevono nuova vita all'interno di ricostruzioni in scala 1:1, vivacizzate da filmati, suoni e luci a effetto; nello spazio dedicato alla vita pubblica sono presente due ritratti in marmo di Augusto e Tito. Dal Foro invece provengono il ritratto di un sacerdote, un monumento di Iside, parti del gruppo di statue di Serapide, e il cane Cerbero. Nelle dimore patrizie, notevoli sono gli arredi marmorei; nelle sale dedicate al teatro e all'anfiteatro si possono osservare i resti archeologici provenienti dagli scavi degli anni '20 e '30. L'edificio termale mostra marmi policromi che decoravano gli ambienti, ed è presente una testa, forse di una Musa. Nell'area dedicata ai culti funebri è sistemato un grande monumento, nel fregio è visibile il combattimento tra gladiatori e nel timpano un certo Lusius Storax, libero al quale era dedicato il monumento, che assiste allo spettacolo, circondato da magistrati teatini e dal popolo. Nel vano della porta è possibile osservare lo stesso ritratto del liberto.
- Monumento funebre di Lucio Storace

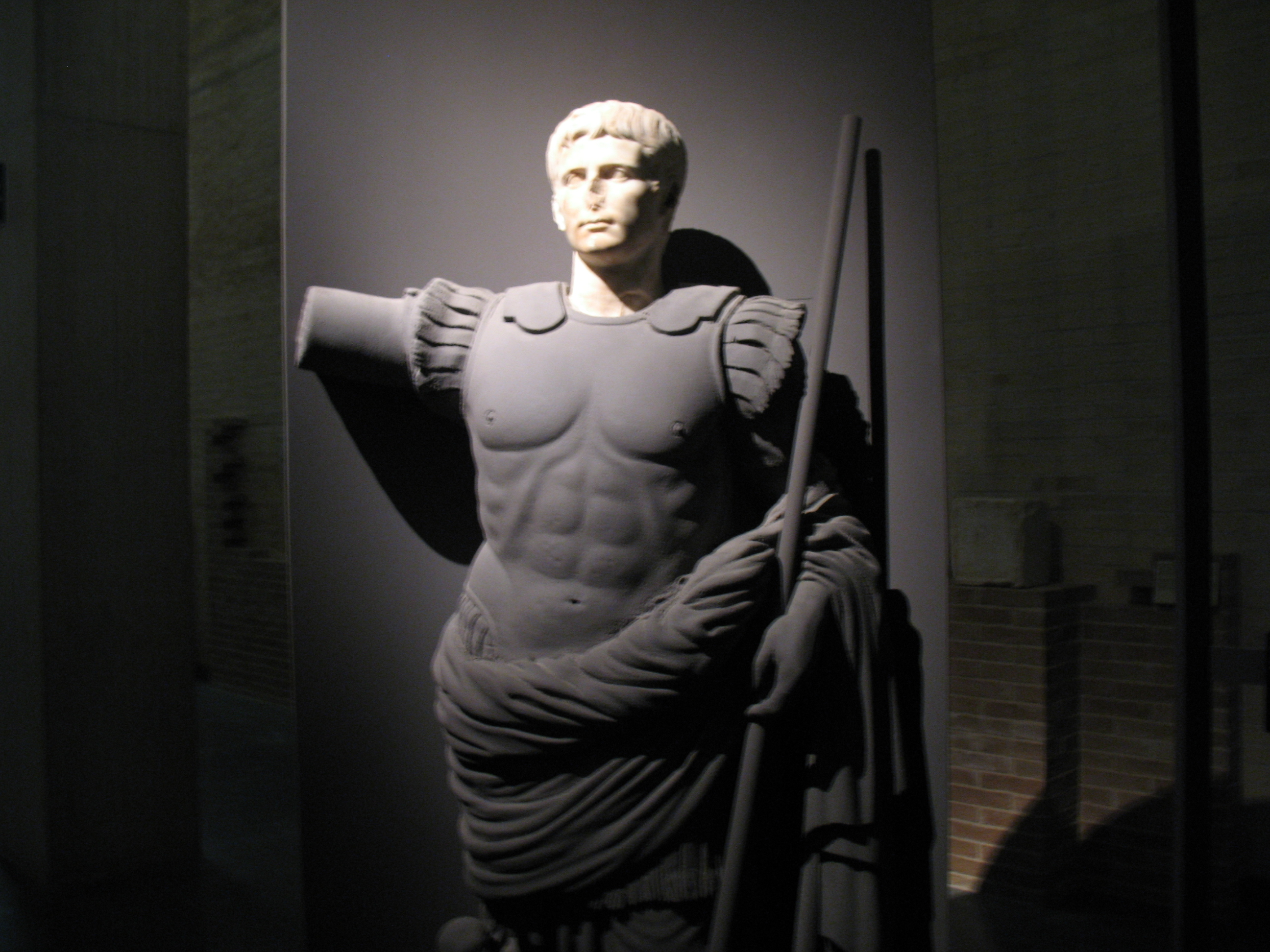
Statua di Augusto imperatore

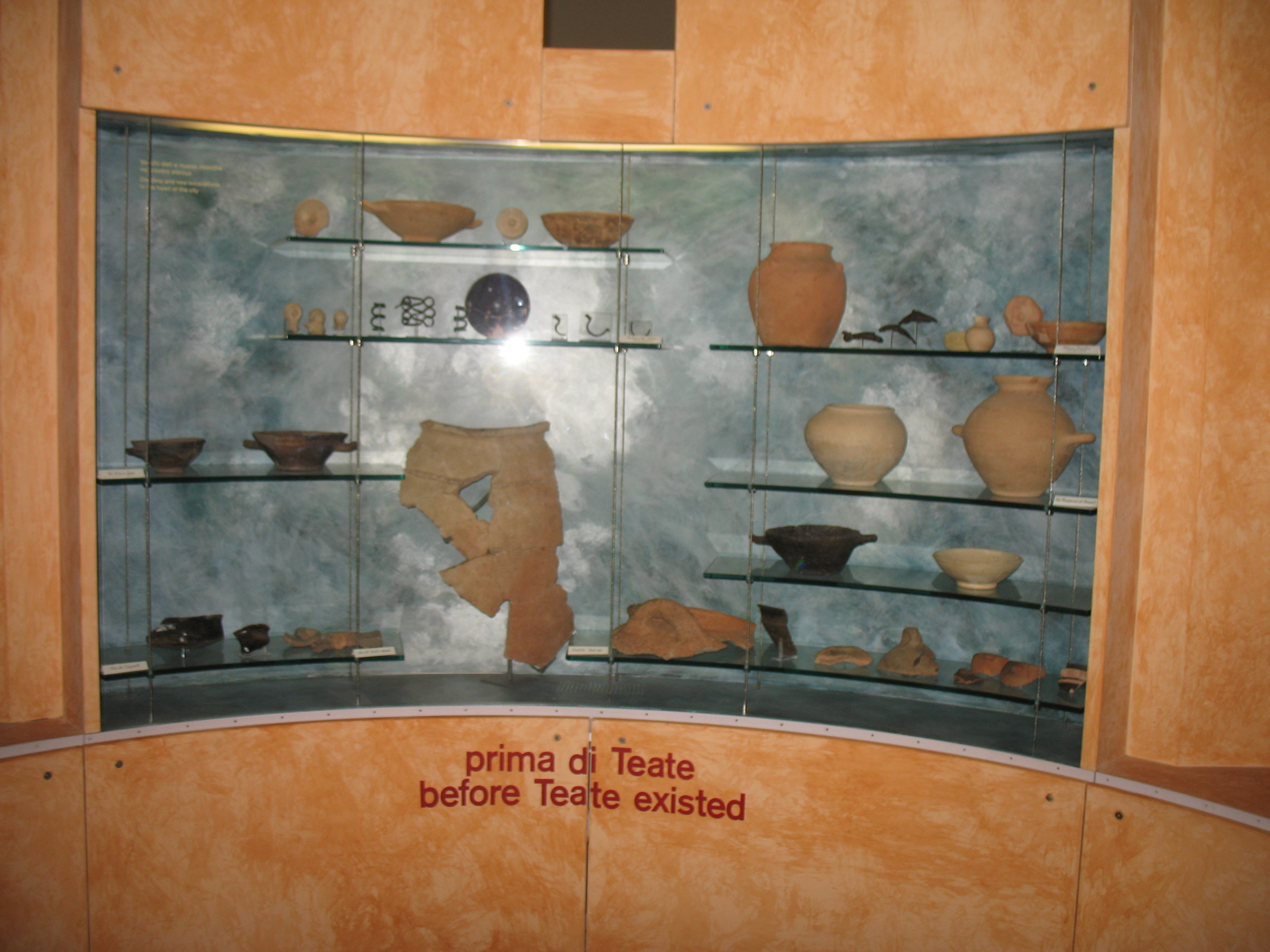
Reperti italici della sezione "Prima di Teate"

Il monumento è un sepolcro a tempietto della prima età imperiale, è composto da due rilievi, fregio e frontone. Sul fregio è raffigurato con notevole vivezza un gladiatorio che il ricco Lucio doveva aver offerto in occasione della sua elezione, vi sono raffigurati gladiatori e incitatori in varie pose, dal saluto alla preparazione, alla lotta, alla vittoria o sconfitta, come se si trattasse di una scena unica, anche se in realtà varie operazioni seguivano una precisa sequenza. Il desiderio del committente doveva essere soprattutto quello di far documentare la sontuosità di questi combattimenti a Teate. Il fondo è neutro e i dettagli sono ben curati; ciò ha fatto pensare a un'ispirazione diretta da modelli di Roma. La scena del frontone, realizzata a bassorilievo, è più affollata e si propone di raffigurare il momento dell'investitura di Lusius Storax. ci sono due piani sovrapposti, in basso a sinistra in primo piano si trova il sedile con tre giovani, tre camilli, che simboleggiano l'avvenuto sacrificio connesso con l'investitura; il centro è occupato dal tribunale con al centro Storax e ai lati due bisellia, ossia sedili onorari romani, su cui siedono i quattuorviri. A destra simmetricamente ai tre camilli, si trova un uomo con bastone, un augure. Il secondo piano ha come sfondo un colonnato, molto probabilmente il foro di Teate, le figure in secondo piano sono 11 personaggi togati, all'estrema sinistra sempre in secondo piani, una scena di zuffa con quattro personaggi, forse una documentazione di un tumulto popolare avvenuto durante il combattimento.
1. La Terra dei Marrucini. In questa sezione espone reperti provenienti dalla media e bassa vallata del Pescara. un grande arazzo illustra l'area attraversata a nord e sud dal fiume Aterno, da Popoli Terme (allora Pagus Fabianus) sino a Ostia Aterni (Pescara), si possono vedere nelle teche reperti in pietra scheggiata risalenti a 400.000 anni fa, manufatti in ceramica datati al Neolitico, oggetti votivi offerti agli Dei, e molto altro. Strumenti dell'età della Pietra e ceramiche del villaggio di Catignano (PE), trindoducono alla sezione dedicata alla Grotta di Bolognano (PE), una delle cave dove sono stati rinvenuti moltissimi reperti dell'età preistorica e neolitica d'Abruzzo. L'età del Ferro è documentata da bronzi e armi provenienti da Villamagna (CH), Guardiagrele e Pretoro (CH); le fasi precedenti alla fondazione della Teate Marrucinorum sono documentate da materiali esposti nel settore "Prima di Teate", tra i quali l'elmo gallico e balsamario a testa di donna.

1. Il primo museo archeologico. Questa sezione mostra materiali che ripercorrono la storia di questo museo dalle collezioni di fine XIX secolo fino alla realizzazione di un Antiquarium Teatinum avvenuta nel 1938, ovverosia del nucleo originario di questo stesso museo. Le collezioni si compongono di lucerne, selci, statuette votive, accumulate nel tardo Ottocento e nei primi anni del Novecento, che provengono non solo da Chieti, ma anche dai centri della sua provincia.

## Percorso archeologico La Civitella

### Acropoli La Civitella e anfiteatro romano
Uno dei monumenti più interessanti della Teate romana è l'anfiteatro, incluso nel Parco Archeologico "La Civitella", con annesso museo. L'area sino al 1984 circa ospitata lo stadio comunale, successivamente sono stati realizzati i lavori di scavo archeologico, e l'anfiteatro è stati riconsegnato al pubblico nel 2000. La colline della Civitella, già abitata nell'era protostorica, fu area sacra durante la prima fase di popolamento dei Marrucini, nel Medioevo fu cava per prelevare materiale di costruzione, nonché necropoli, mentre il piazzale fungeva da fiera del mercato. Nell'epoca borbonica fu Piazza d'Armi insieme alla caserma dell'ex convento dei Padri Celestini: dalle prime indagini scientifiche effettuate in occasione del serbatoio idrico del 1982, sono venuti alla luce i resti dell'anfiteatro e di un portico di tre edifici sacri del II secolo a.C.; questi ultimi occupavano la parte alta del colle.

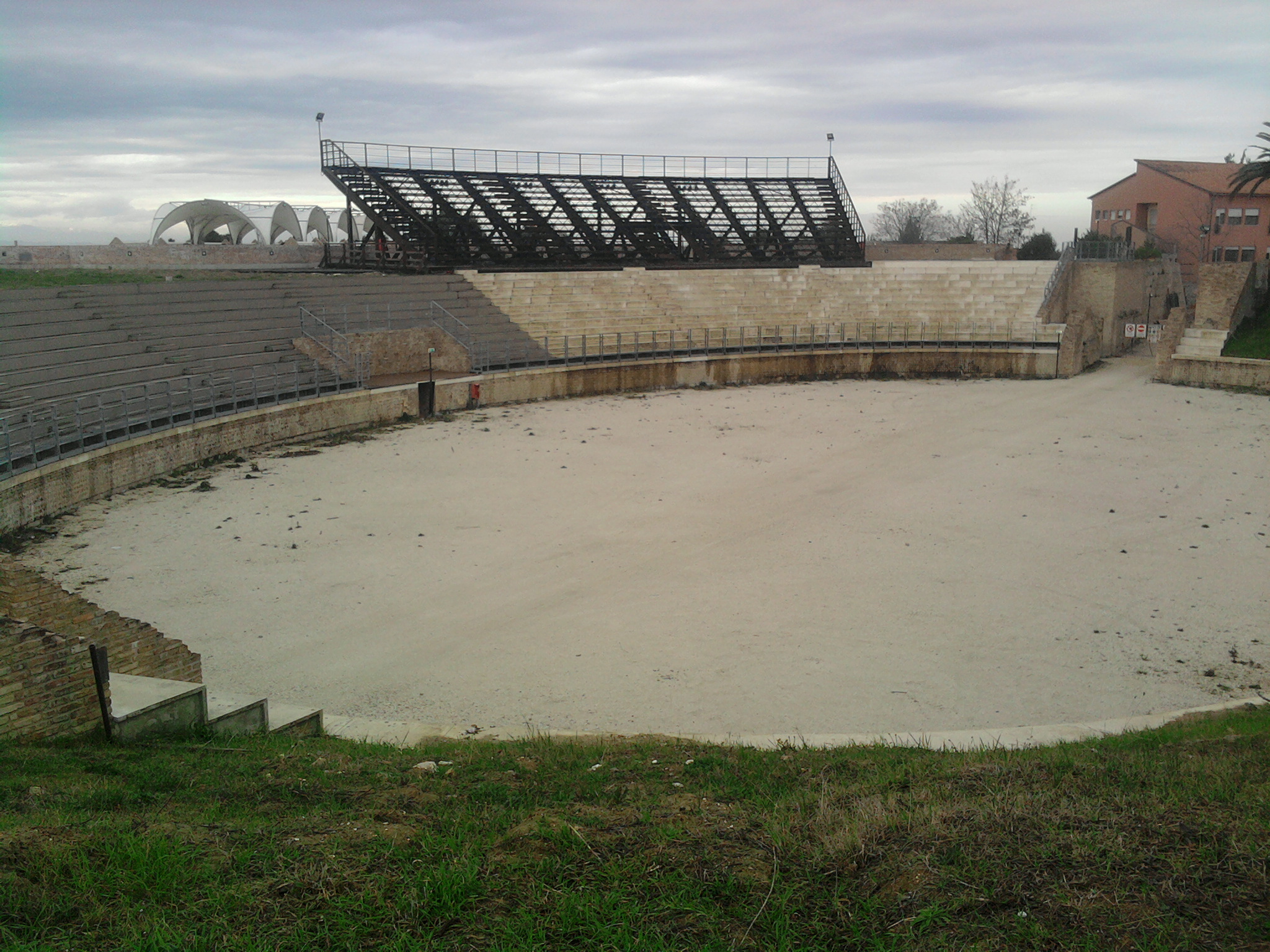
Anfiteatro romano della Civitella

Insomma l'Acropoli di Teate si trovava tra l'anfiteatro e la chiesa di Santa Maria in Civitellis o della Madonna del Carmine, gli edifici occupavano il diverticolo viario della Tiburtina Valeria, che attraversava Teate, mentre gli edifici sacri furono distrutti nel I secolo, per spostare l'area sacra presso quella del "pozzo", compresa tra Largo Marco Vezio Marcello e l'ex Largo del Pozzo, oggi Piazza Valignani. L'anfiteatro costruito in quest'epoca ristrutturato durante il governo dell'imperatore Claudio, con l'avvento del cristianesimo fu abbandonato, nel IV secolo d.C. Nel XIII secolo in loco venne eretta la chiesa di Santa Maria, si presume sopra il tempio di Achille, l'area dell'anfiteatro, occultato nel frattempo da smottamenti e da fango e sedimenti, divenne orto dei Padri Celestini, nel XIX fu Piazza d'Armi come voluto dal Generale Giuseppe Salvatore Pianell, fino alla riscoperta attuale.

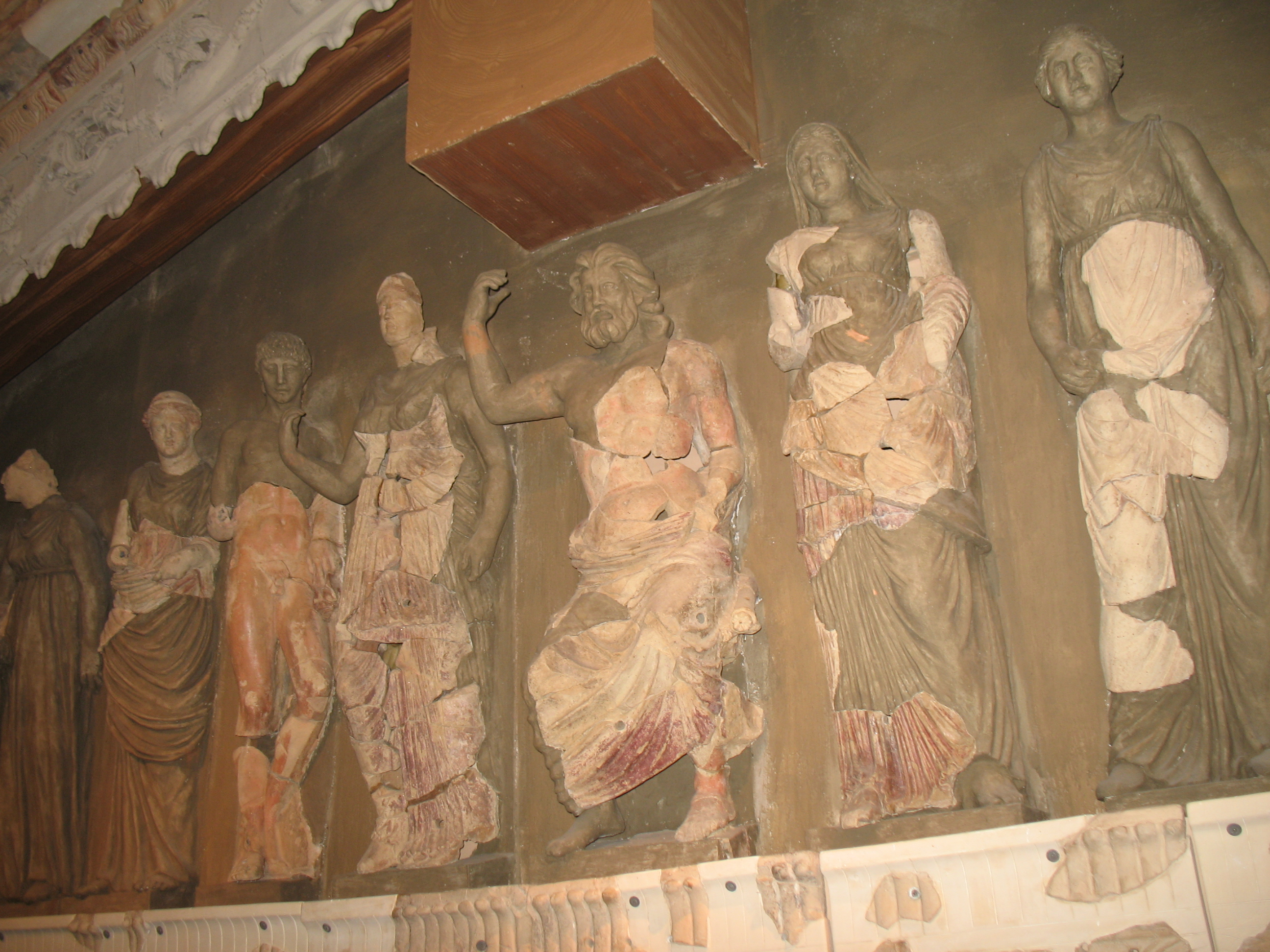
Frontone di tempio italico, ricostruito con materiale originale all'interno del Museo Archeologico "La Civitella"

I tre templi scomparsi erano parte di un santuario decorato con statue a frontone e lastre di rivestimento di raffinata fattura, che sorgeva intorno al II secolo, la documentazione archeologica ha permesso l'individuazione degli edifici, proviene dal numero di frammenti fittili, rinvenuti a metà anni '60 durante i lavori di costruzione della palestra dell'Istituto Magistrale "Isabella Gonzaga", in una fossa votiva e dai resti di fondazioni dei templi ancora visibili nel sito del Parco della Civitella.
Gli scavi del 1982 hanno chiaramente reso maggiori informazioni sulla presenza di questi templi, e sull'insistenza su di essi del successivo anfiteatro. Le terrecotte e le statue degli edifici sacri vennero depositate in una fossa del terreno più a valle, per un altro utilizzo, che non avvenne. Della struttura relativa a uno dei templi, di cui sono state rinvenute parte delle fondazioni realizzate in calcestruzzo, si desume che potrebbe essere orientato a Nord-Est, col fronte verso la chiesa di Santa Maria. Il tempio era composto da tre celle a doppio colonnato anteriore, ed aveva misure standard per i canoni romano-italici del periodo.
Degli altri edifici no si conosce quasi nulla, se ne ipotizza l'esistenza sulla base di complessi decorativi che sembrano appartenere ad altri due templi, e ad altre edicole votive. Probabilmente i tre edifici principali trovavano posto l'uno accanto all'altro con il fronte allineato lungo la viabilità dell'Acropoli della Civitella. In età cesariana la zona era in grave dissesto idrogeologico e le costruzioni vennero livellate, e le decorazioni vennero depositate sotto terra in occasione della costruzione del porticus, realizzato a sostruzione della collina.
Al I secolo d.C. risale la costruzione effettiva in pietra e mattoni dell'anfiteatro: le prime testimonianze di una presenza sul colle di una struttura quale ludus gladiatorum, sono nell'attuale Palazzo De Chiara, nella metà dell'800, quando venne sistemata la Piazza d'Armi. In questo conteso furono scoperti per caso per la prima volta i templi italici Durante gli scavi del 1982, nel 1991-92 fu scoperto anche l'ingresso settentrionale, quando vennero demolite le tribune del vecchio stadio, insieme a piccoli edifici artigianali, e una fornace. L'anfiteatro misura 60x40 metri, ricavato lungo le pendici orientali del colle, era direttamente collegato con la viabilità cittadina a nord, e con quella extraurbana a sud, per la posizione periferica e per la tipologia, trova stretti confronti con l'anfiteatro di Alba Fucens.
L'edificio ha la pianta ellittica, fu realizzato sfruttando al massimo la conformazione naturale del terreno: l'arena, il campo centrale in terra battuta, fu adattata sbancando una piccola parte della collina; sagomando i pendii di questa furono ricavate tutt'intorno le gradinate della cavea, semplicemente rivestita in pietra, dove prendevano posto gli spettatori.

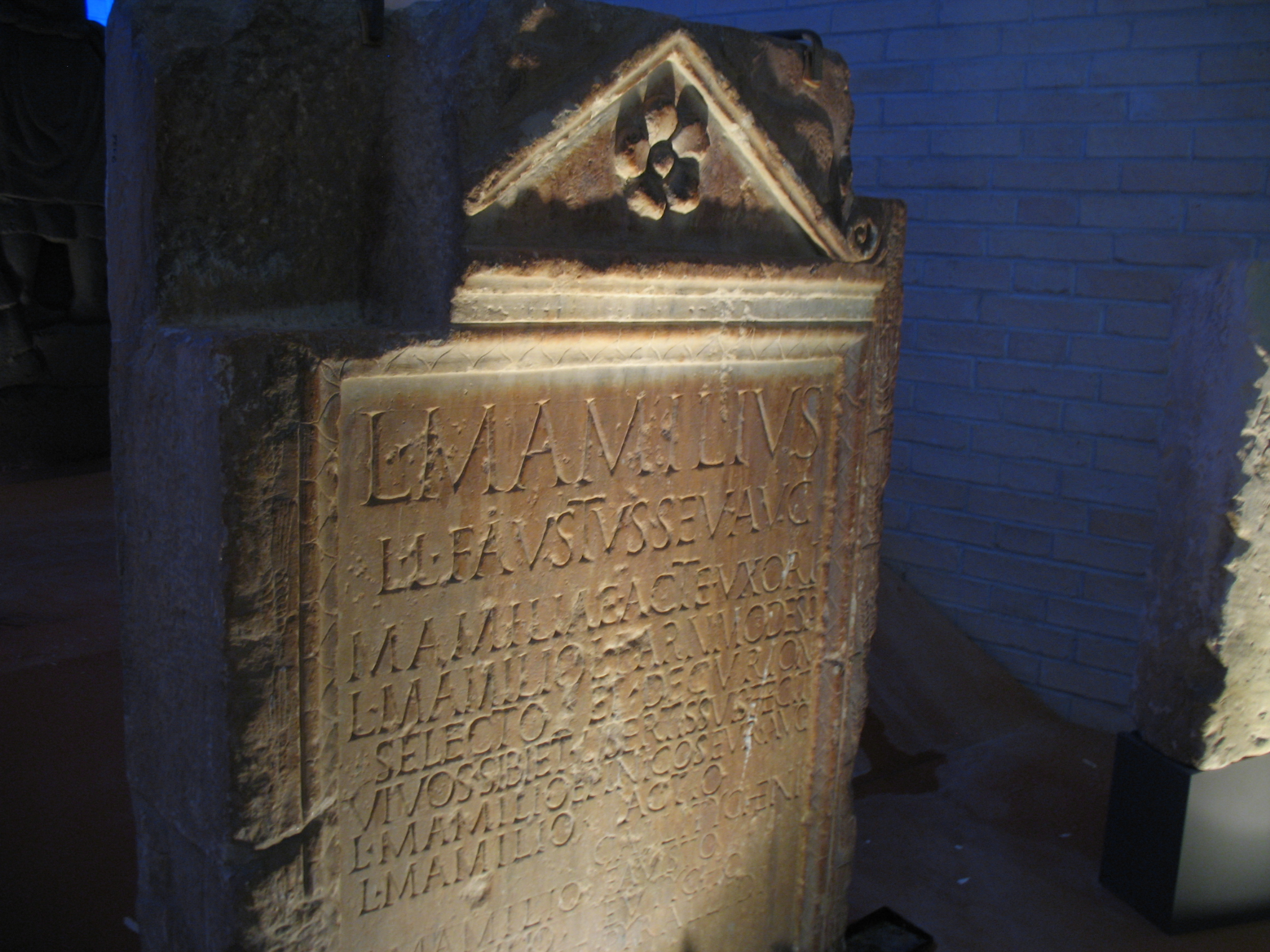
Edicola funebre italica, rinvenuta nell'area della Civitella, e conservata nell'omonimo museo archeologico

I due sistemi di accesso collocati lungo l'asse maggiore dell'edificio, furono invece ottenuti tramite una notevole opera di sbancamento, e come normale prassi della costruzione degli anfiteatri romani, erano utilizzati uno per l'accesso della popolazione locale a nord, e l'altro per i forestieri a sud. Nella caratteristica opus reticulatum bicroma con ricorsi del laterizio, furono realizzati il podium ossia il muro che delimita l'arena, la tribuna sul lato occidentale dell'ellisse, e i muri che contenendo il terreno del colle, venivano a definire i due articolati sistemi di accesso.
In età medievale l'arena dell'anfiteatro fu usata per varie attività, per lo più commerciali, che dettero al rione il toponimo "Fiera", l'impianto cadde in disuso, il fatto che l'opera fosse usata come necropoli è documentato dal ritrovamenti di stoviglie di produzione africana, usate per veri e proprio banchetti funebri; le tracce della fornace del VII secolo d.C. testimoniano che l'area fosse usata anche per attività artigianali.

### Teatro romano Giulio-Claudio

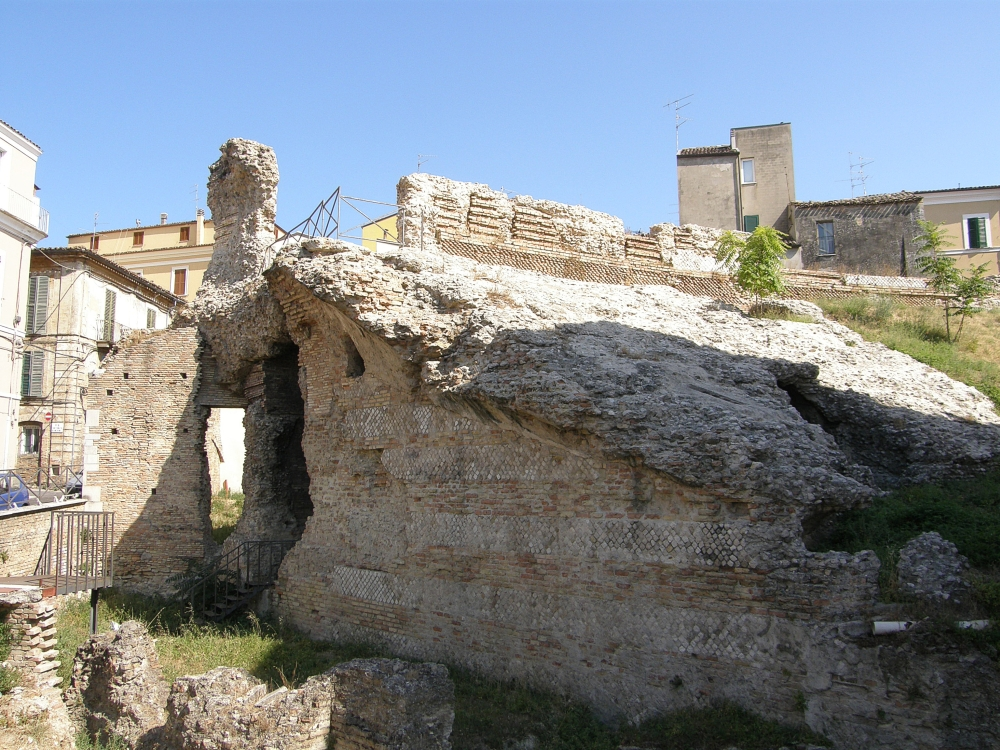
Resti del teatro romano dell'antica Teate

Fuori del quartiere della Civitella e dirigendosi verso il centro di Chieti si possono notare, all'incrocio di Via di Porta Napoli e di Via Generale Pianell, i ruderi del teatro risalente al I secolo d.C. I palazzi che circondano il teatro hanno nascosto del tutto l'orchestra e il proscenio, ed esso è stato "liberato" riportato alla luce solo negli anni '30-'40 del Novecento. Attualmente è visibile il lato nord-orientale del muro della cavea in opus mixtum. La cavea è posta in parte sulle pendici del colle della Civitella e in parte è coperta da volte a botte. Il teatro era composto da due livelli come dimostra parte del corridoio semicircolare che sbarrava il piano sovrastante. Gli spalti potevano contenere circa 5000 spettatori. Il teatro misurava circa 80 metri di diametro. L'ingresso principale immetteva in una salita a gradoni sostituita dal Vico II Porta Reale, così ci si immetteva in un corridoio che era posto sopra la cavea, verosimilmente concluso da dei giochi di archi.

### Tempietti romani
Il percorso della Civitella abbraccia anche la via dell'antico corso Marrucino, dove sorgono tre templi romani (Piazza Tempietti, ex Largo M. Vezio Marcello). Il tempio centrale dei Diuoscuri del II secolo a.C., ristrutturato nella prima metà del I secolo d.C. dal console Marco Vezio Marcello, è quello più conservato perché nel VI secolo fu trasformato in chiesa dedicata a San Paolo.
Il tempio principale è affiancato da altri due templi, anch'essi poi adibiti al culto cristiano, ma non conservatisi abbastanza integri sino ad oggi, e poi aveva un altro tempio provvisto di pozzo sacro, sopra cui negli anni '30 fu costruito il Palazzo delle Poste. Il tempio dei Dioscuri è a pianta rettangolare con architrave triangolare. Al centro della facciata vi è una finestra. La parte del basamento è stata conservata nelle forme originali, di età Giulio-Claudia (I secolo). Gli altri templi mostrano solo frammenti di colonne.